# Kabupaten Labuhan Batu
Kabupaten Labuhan Batu (engelska: Labuhan Batu Regency) är ett kabupaten i Indonesien.   Det ligger i provinsen Sumatera Utara, i den västra delen av landet, 1 200 km nordväst om huvudstaden Jakarta. Antalet invånare är 445 254.